# Gefallenendenkmal (St. Marien Plau)

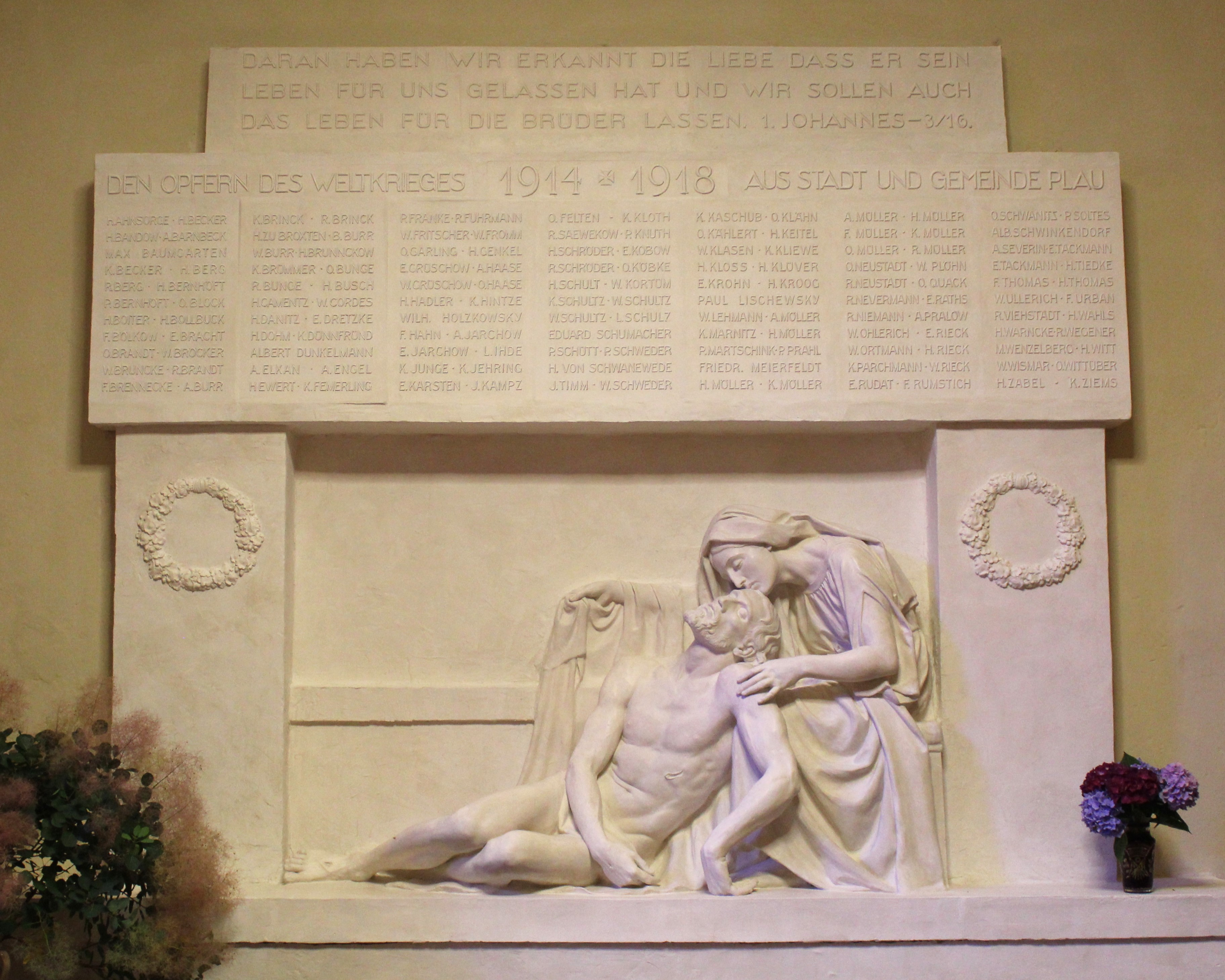
Denkmal nach Sanierung 2023

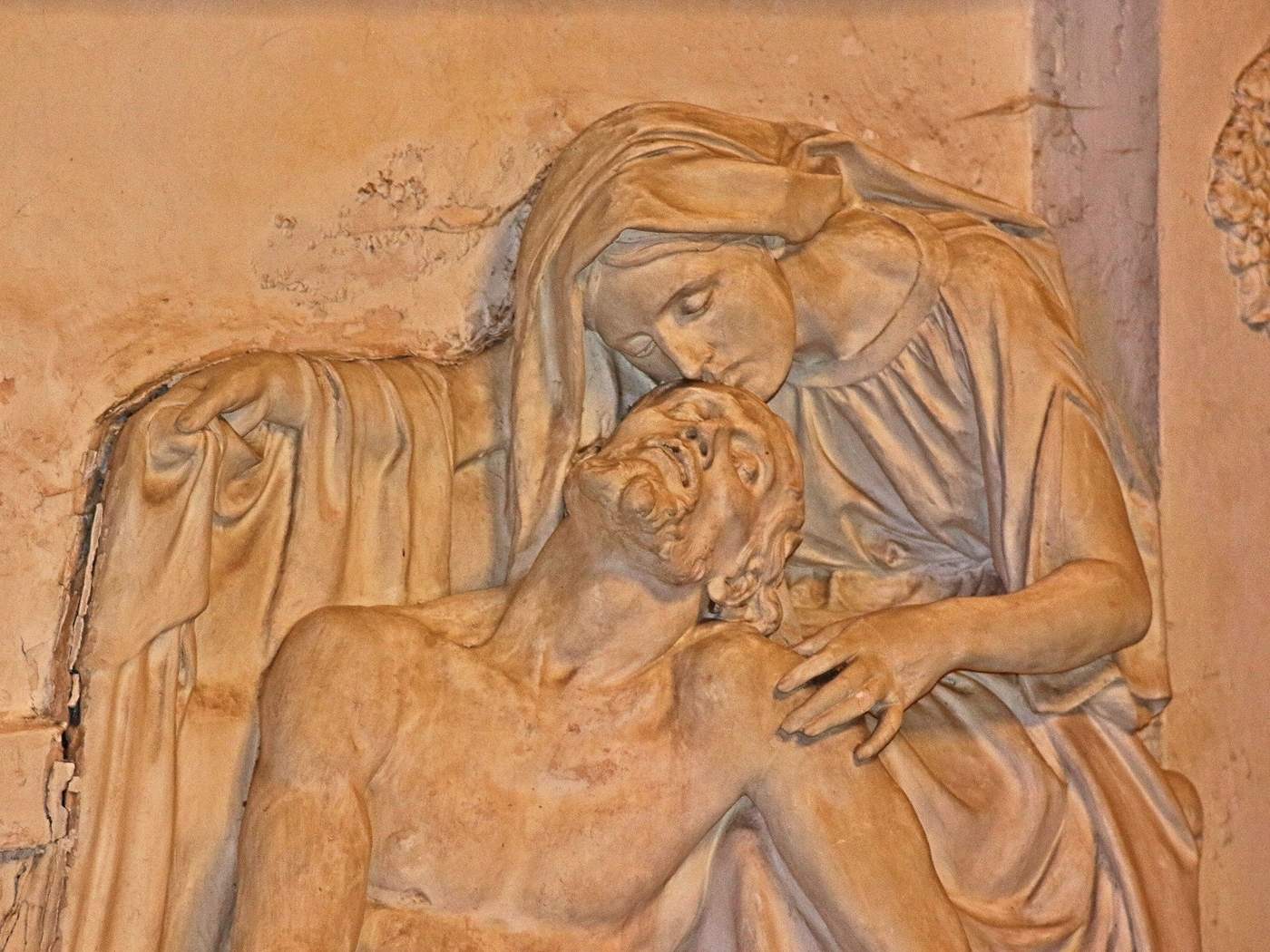
Wandschneiders Pietà vor der Sanierung

Das Gefallenendenkmal in der Pfarrkirche St. Marien Plau am See erinnert an die Plauer Gefallenen des Ersten Weltkrieges.

## Geschichte
Das Kriegerdenkmal füllt die nördliche Wand des Turmraums der Pfarrkirche St. Marien (Plau am See). Geschaffen wurde es vom Plauer Bildhauer Wilhelm Wandschneider, der es auf dem unteren Absatz signierte. Es wurde am 30. April 1922 geweiht. Es hat keinen speziellen Namen und wird einfach als „Pietà – Beweinung Christi“ (vor der angedeuteten Grabeshöhle) bezeichnet. Der Vorschlag des bei Gefallenendenkmälern der Weimarer Republik nicht unüblichen Motivs kam von der Pastorenfrau Magda Wiegand-Dehn.  Material ist Gipszement. Die Deutsche Inflation 1914 bis 1923 verzögerte das Projekt mehrfach. Teures Material war nicht finanzierbar. Wandschneider stellte seiner Heimatstadt lediglich die Materialkosten in Rechnung. Der obere Teil besteht aus sieben Tafeln mit den Namen der 147 Gefallenen, darunter auch der des einzigen jüdischen Gefallenen der Stadt: Adolf Elkan. Das Gesims trägt die Inschrift:
Überschrieben ist die Tafel mit einem Spruch aus dem 1. Brief des Johannes (1. Joh. 3,16 ):
Ebenfalls im Turmraum erinnern Gedenktafeln an die Gefallenen der Befreiungskriege und des Deutsch-Französischen Krieges. Die Friedensbewegung in der DDR brachte es 1980 mit sich, dass die Tafeln aus der Kirche entfernt wurden. Pastor Carl-Christian Schmidt holte sie 1999 bei seinem Amtsantritt vom Stallboden des ehemaligen Pfarrhauses (Kirchplatz 5) wieder in die Kirche. Nach der Restaurierung der Ausmalung des Turmraumes sind die Tafeln 2022 neu angebracht worden. Beinahe hätte man 1980 auch Wandschneiders Denkmal entfernt. Dies hätte allerdings größere Sanierungsarbeiten erfordert, so unterblieb es.
Die fachgerechte Sanierung des Denkmals erfolgte im Frühjahr 2023.